# João Victor Gomes da Silva
João Victor Gomes da Silva, noto semplicemente come João Gomes (Rio de Janeiro, 12 febbraio 2001), è un calciatore brasiliano, centrocampista del Wolverhampton e della nazionale brasiliana.

## Caratteristiche tecniche
Cresciuto come centrocampista difensivo, può essere adattato a mezzala. Dotato di intelligenza tattica e buon posizionamento, ha una buona tecnica di base.

## Carriera

### Club

#### Flamengo
Cresciuto nel settore giovanile del Flamengo, debutta in prima squadra il 22 ottobre 2020 nel corso dell'incontro di Coppa Libertadores vinto 3-1 contro l'Atlético Junior. Il 1º novembre seguente esordisce nel Brasileirão nella sfida casalinga persa 4-1 contro il San Paolo.

#### Wolverhampton
Il 30 gennaio 2023 viene ceduto al Wolverhampton per circa 18 milioni di euro. L'11 febbraio seguente fa il suo esordio nella massima serie inglese nella trasferta contro il Southampton, in cui realizza il gol del decisivo 1-2 della sua squadra. Il 17 febbraio 2024 realizza la doppietta decisiva nella gara in trasferta contro il Tottenham, per il risultato finale di 1-2.

### Nazionale
Nel marzo 2023 viene convocato per la prima volta in nazionale maggiore, con cui esordisce il 23 del mese stesso nell'amichevole vinta 0-1 in casa dell'Inghilterra.

## Statistiche

### Presenze e reti nei club
Statistiche aggiornate al 19 maggio 2024.
| Stagione             | Squadra              | Campionato           | Campionato | Campionato | Coppe nazionali | Coppe nazionali | Coppe nazionali | Coppe continentali | Coppe continentali | Coppe continentali | Altre coppe | Altre coppe | Altre coppe | Totale | Totale | Totale |
| Stagione             | Squadra              | Comp                 | Pres       | Reti       | Comp            | Pres            | Reti            | Comp               | Pres               | Reti               | Comp        | Pres        | Reti        | Pres   | Reti   |        |
| -------------------- | -------------------- | -------------------- | ---------- | ---------- | --------------- | --------------- | --------------- | ------------------ | ------------------ | ------------------ | ----------- | ----------- | ----------- | ------ | ------ | ------ |
| 2020                 | Flamengo             | A/RJ+A               | 0+11       | 0          | CB              | 0               | 0               | CL                 | 3                  | 0                  | SdB         | 0           | 0           | 14     | 0      |        |
| 2021                 | Flamengo             | A/RJ+A               | 14+19      | 1+0        | CB              | 4               | 1               | CL                 | 6                  | 0                  | SdB         | 1           | 0           | 44     | 2      |        |
| 2022                 | Flamengo             | A/RJ+A               | 13+29      | 0          | CB              | 9               | 2               | CL                 | 12                 | 0                  | SdB         | 1           | 0           | 64     | 2      |        |
| Totale Flamengo      | Totale Flamengo      | Totale Flamengo      | 86         | 1          |                 | 13              | 3               |                    | 21                 | 0                  |             | 2           | 0           | 122    | 4      |        |
| gen.-giu. 2023       | Wolverhampton        | PL                   | 11         | 1          | FACup+CdL       | 0               | 0               | -                  | -                  | -                  | -           | -           | -           | 11     | 1      |        |
| 2023-2024            | Wolverhampton        | PL                   | 34         | 2          | FACup+CdL       | 3+1             | 0               | -                  | -                  | -                  | -           | -           | -           | 38     | 2      |        |
| Totale Wolverhampton | Totale Wolverhampton | Totale Wolverhampton | 45         | 3          |                 | 4               | 0               |                    | -                  | -                  |             | -           | -           | 49     | 3      |        |
| Totale carriera      | Totale carriera      | Totale carriera      | 131        | 4          |                 | 17              | 3               |                    | 21                 | 0                  |             | 2           | 0           | 171    | 7      |        |

### Cronologia presenze e reti in nazionale
| Cronologia completa delle presenze e delle reti in nazionale ― Brasile | Cronologia completa delle presenze e delle reti in nazionale ― Brasile | Cronologia completa delle presenze e delle reti in nazionale ― Brasile | Cronologia completa delle presenze e delle reti in nazionale ― Brasile | Cronologia completa delle presenze e delle reti in nazionale ― Brasile | Cronologia completa delle presenze e delle reti in nazionale ― Brasile | Cronologia completa delle presenze e delle reti in nazionale ― Brasile | Cronologia completa delle presenze e delle reti in nazionale ― Brasile |
| Data                                                                   | Città                                                                  | In casa                                                                | Risultato                                                              | Ospiti                                                                 | Competizione                                                           | Reti                                                                   | Note                                                                   |
| ---------------------------------------------------------------------- | ---------------------------------------------------------------------- | ---------------------------------------------------------------------- | ---------------------------------------------------------------------- | ---------------------------------------------------------------------- | ---------------------------------------------------------------------- | ---------------------------------------------------------------------- | ---------------------------------------------------------------------- |
| 23-3-2024                                                              | Londra                                                                 | Inghilterra                                                            | 0 – 1                                                                  | Brasile                                                                | Amichevole                                                             | -                                                                      |                                                                        |
| 26-3-2024                                                              | Madrid                                                                 | Spagna                                                                 | 3 – 3                                                                  | Brasile                                                                | Amichevole                                                             | -                                                                      | 46’                                                                    |
| 8-6-2024                                                               | College Station                                                        | Messico                                                                | 2 – 3                                                                  | Brasile                                                                | Amichevole                                                             | -                                                                      | 84’                                                                    |
| 12-6-2024                                                              | Orlando                                                                | Stati Uniti                                                            | 1 – 1                                                                  | Brasile                                                                | Amichevole                                                             | -                                                                      | 14’ 46’                                                                |
| 24-6-2024                                                              | Inglewood                                                              | Brasile                                                                | 0 – 0                                                                  | Costa Rica                                                             | Coppa America 2024 - 1º turno                                          | -                                                                      | 83’                                                                    |
| 28-6-2024                                                              | Paradise                                                               | Paraguay                                                               | 1 – 4                                                                  | Brasile                                                                | Coppa America 2024 - 1º turno                                          | -                                                                      |                                                                        |
| 2-7-2024                                                               | Santa Clara                                                            | Brasile                                                                | 1 – 1                                                                  | Colombia                                                               | Coppa America 2024 - 1º turno                                          | -                                                                      | 27’ 73’                                                                |
| 6-7-2024                                                               | Paradise                                                               | Uruguay                                                                | 0 – 0 (4 – 2 dtr)                                                      | Brasile                                                                | Coppa America 2024 - Quarti di finale                                  | -                                                                      | 64’ 81’                                                                |
| 6-9-2024                                                               | Curitiba                                                               | Brasile                                                                | 1 – 0                                                                  | Ecuador                                                                | Qual. Mondiali 2026                                                    | -                                                                      | 85’                                                                    |
| 25-3-2025                                                              | Buenos Aires                                                           | Argentina                                                              | 4 – 1                                                                  | Brasile                                                                | Qual. Mondiali 2026                                                    | -                                                                      | 46’                                                                    |
| Totale                                                                 |                                                                        | Presenze                                                               | 10                                                                     |                                                                        | Reti                                                                   | 0                                                                      |                                                                        |

## Palmarès

### Competizioni statali
- Campionato Carioca: 1

Flamengo: 2021

### Competizioni nazionali
- Campionato brasiliano: 1

Flamengo: 2020
- Supercoppa del Brasile: 1

Flamengo: 2021
- Coppa del Brasile: 1

Flamengo: 2022

### Competizioni internazionali
- Coppa Libertadores: 1

Flamengo: 2022